# Order Podwójnego Białego Krzyża
Order Podwójnego Białego Krzyża (słow. Rad Bieleho dvojkríža) – najwyższe słowackie odznaczenie państwowe, nadawane wyłącznie obywatelom innych krajów, za wybitne zasługi dla Republiki Słowackiej.
Order Podwójnego Białego Krzyża ustanowiono ustawą nr 37/1994 z dnia 2 lutego 1994.
Jest jednym z dwóch słowackich odznaczeń państwowych (obok Medalu Prezydenta Republiki Słowacji), którym nie jest z urzędu odznaczony Prezydent Słowacji.
Order posiada dwie wersje – cywilną i wojskową, z których każda ma trzy klasy:
- I Klasa (I. trieda) – odznaka orderowa na szarfie (wielka wstęga) i gwiazda orderowa
- II Klasa (II. trieda) – odznaka orderowa na wstędze na szyi i gwiazda (komandoria z gwiazdą)
- III Klasa (III. trieda) – odznaka orderowa na wstędze na szyi (komandoria)

Każda z klas posiada również miniaturkę w postaci baretki, noszonej zamiast pełnych odznak orderu. W poszczególnych klasach mają złoty (I kl.), srebrny (II kl.) lub brązowy (III kl.) wieniec z liści oliwnych (o średnicy 10 mm) otaczających biały podwójny krzyż na czerwonej tarczy. Wieniec umieszczony jest na niebiesko-czerwono-niebieskiej wstążce o wymiarach 18 × 10 mm. Innym rodzajem miniatury jest też samodzielnia rozetka (o średnicy 15 mm), wewnątrz której umieszczone są również wieniec i słowackie godło.
Elementem różniącym kategorię cywilną od wojskowej jest zawieszka łącząca wstęgę z odznaką orderową, na której w przypadku odznaczenia wojskowych znajdują się dwa skrzyżowane miecze. Jest to pomysł wzięty z czechosłowackiego Orderu Lwa Białego.
| I Klasa | II Klasa | III Klasa |

## Odznaczeni
Polacy:
- I Klasa
  - Aleksander Kwaśniewski – 20 sierpnia 1997
  - Lech Kaczyński[3] – 21 lutego 2009
  - Bronisław Komorowski – 20 maja 2014
  - Andrzej Duda[4]- 15 maja 2019

- II Klasa
  - Jerzy Korolec – 3 lutego 1997
  - Andrzej Majkowski – 20 lutego 1998
  - Jan Komornicki – 10 lipca 2003
  - Henryk Józef Nowacki – 12 grudnia 2007
  - Zenon Kosiniak-Kamysz – 2008
  - Józef Ciągwa – 8 stycznia 2009
  - Władysław Bartoszewski[5][6] – nadanie 7 marca 2012, wręczenie 12 września 2012

- III Klasa
  - Wojciech Czajka – 20 lutego 1998
  - Jerzy Chmielewski – 20 lutego 1998
  - Marek Grela – 20 lutego 1998
  - Jan Komornicki – 20 lutego 1998
  - Jadwiga Podrygałło – 20 lutego 1998
  - Janusz Siatkowski – 20 lutego 1998
  - Zenon Bryk – 20 lutego 1998
  - Ryszard Siwiec – 4 września 2006, pośmiertnie
  - Ludomir Molitoris – 1 stycznia 2013[7]